# Paso Ross
El paso Ross (en inglés: Ross Pass) es un paso de montaña estrecho, ubicado entre el extremo sureste de la Cordillera de San Telmo y el extremo noroeste de la Cordillera Salvesen en la isla San Pedro del archipiélago de las islas Georgias del Sur. El paso se encuentra a 610 m s. n. m. de altura y ofrece una ruta de trineos entre el glaciar Ross y el glaciar Brogger. Se asignó por primera vez en 1882-1883 por el grupo alemán de las investigaciones del Año Polar Internacional, que se refirió a ella como "Gletscher-Joch" (que significa glaciar horquilla). El nombre de Paso Ross, que deriva de la asociación con el cercano glaciar Ross, fue dado por el South Georgia Survey después de su encuesta de 1951-1952 y se debe a James Clark Ross, también homenajeado en sitios de la Antártida y en el Ross Road en Puerto Argentino/Stanley, Islas Malvinas.